# 潞城县人民大礼堂旧址
潞城县人民大礼堂旧址，位于山西省长治市潞城区潞华街道南街社区。
2016年6月6日，潞城县人民大礼堂旧址公布为第五批山西省文物保护单位，编号5-161，近现代类，年代为1952年。